# Cymothoa cinerea
Cymothoa cinerea är en kräftdjursart som beskrevs av Bal och Joshi 1959. Cymothoa cinerea ingår i släktet Cymothoa och familjen Cymothoidae. Inga underarter finns listade i Catalogue of Life.